# Bjørnstjerne Bjørnson
Bjørnstjerne Martinus Bjørnson (8 tháng 12 năm 1832 – 26 tháng 4 năm 1910) là nhà văn, nhà viết kịch Na Uy đoạt giải Nobel Văn học năm 1903. Bjørnstjerne Bjørnson là một trong "Bộ tứ Vĩ đại" của Na Uy, cùng với Henrik Ibsen, Jonas Lie và Alexander Kielland.

## Tiểu sử
Bjørnstjerne Bjørnson là con trai lớn của một mục sư người Na Uy. Năm Bjørnson 5 tuổi, gia đình rời Kvikne đến vùng Romsdal phong cảnh đẹp ở Tây Na Uy, nơi cậu bé vào học tại trường Modle. Bjørnson làm thơ, ra báo viết tay và quan tâm đến chính trị từ rất sớm. Năm 1849 ông đến Christiana (nay là Oslo). Tại đây ông đã gặp gỡ với nhà viết kịch vĩ đại Henrik Ibsen và các nhà văn tên tuổi khác của Na Uy. Năm 1852 vào trường Đại học Christiana, nhưng năm sau ông đã ngừng đến lớp mà dấn thân vào đời sống chính trị, sân khấu và văn học của thành phố, viết phê bình sân khấu, ra tạp chí Illustreret Folkebladet - trong đó các truyện cổ tích dân gian do ông ghi chép lại lần đầu tiên được đăng tải. Năm 1856 sang dự hội nghị sinh viên tại Thụy Điển, ông kinh ngạc trước những kỉ niệm về quá khứ, các trang phục dân tộc, vũ khí, bia mộ của các vị vua Thụy Điển và nảy ra ý tưởng trở về khôi phục lịch sử đất nước mình.
Tham gia vào chiến dịch vận động thành lập và trở thành giám đốc Nhà hát Quốc gia Na Uy ở Berrgen năm 1857, Bjørnstjerne Bjørnson giữ vai trò nhà hoạt động văn hóa hàng đầu của đất nước. Trở về Oslo năm 1859, ông ra tờ nhật báo buổi chiều Aftenbladet - cơ quan ngôn luận của Đảng Tân Tự do Na Uy. Từ năm 1865 đến năm 1867 ông làm giám đốc Nhà hát Christiana.
Trước năm 1873 ông chủ yếu làm thơ, viết kịch, bài hát, truyện vừa, truyện cổ tích về đề tài lịch sử. Cuối những năm 1860 sáng tác thơ của ông đạt đến thời kì rực rỡ nhất với các tập tiêu biểu Digte og Sange (Thơ và những khúc ca, 1870), Arnljot Gelline (1870). Thơ của ông được phổ nhạc nhiều, trong đó có bài Vâng, chúng ta yêu mảnh đất này (1859) về sau trở thành Quốc ca Na Uy. Kịch của ông đề cập đến những vấn đề thời sự xã hội, dàn dựng ở nhiều nước châu Âu và Mỹ. Tác phẩm bộ ba Sigurd hung bạo (1863) kể về kẻ tiếm ngôi bí mật thời Trung Cổ, được đánh giá là vở kịch xuất sắc nhất của ông. Ngoài ra ông còn viết một số tiểu thuyết theo phong cách hiện thực chủ nghĩa (Những lá cờ bay trên thành phố và bến cảng (1884), Trên con đường của Chúa (1889). Những năm 1873-1876 nhà văn sống tại Roma. Thời gian này ông chuyên viết phê bình xã hội, tích cực bảo vệ tính độc lập chính trị và văn hóa của Na Uy. Năm 1881 ông qua Mỹ, từ năm 1893 về sống tại một trang trại ở Na Uy và thường xuyên ra nước ngoài.
Năm 1903 Bjørnstjerne Bjørnson là nhà văn đầu tiên trong khối Bắc Âu được nhận giải Nobel Văn học vì những đóng góp trong các lĩnh vực thơ, văn xuôi và kịch. Năm 1910, sau khi vở kịch cuối cùng Bao giờ nho mới trổ hoa được ấn hành, Bjørnstjerne Bjørnson qua đời ở tuổi 77.

## Tác phẩm
- Mellem slagene (Giữa các trận chiến, 1858), kịch
- Synnøve Solbakken (1857), truyện vừa
- Halte-Hulda (Hulda Thọt, 1858), kịch
- Arne (1858), kịch
- En glad gut (Anh chàng vui tính, 1860), kịch
- Kong Sverre (Vua Sverre, 1861), kịch
- Sigurd Slembe (Sigurd hung bạo, 1863), kịch
- Maria Stuart i Skotland (Maria Stuart của Scotland, 1864), kịch
- Digte og Sange (Thơ và những khúc ca, 1870), thơ
- Arnljot Gelline (1870), trường ca sử thi
- En Fallit (Phá sản, 1875), kịch
- Redakteren (Người biên tập, 1875), kịch
- Kongen (Hoàng đế, 1877), kịch
- En Hanske (Chiếc ống tay áo, 1883), kịch
- Det flager i Byen og paa Havnen (Những lá cờ bay trên thành phố và bến cảng, 1884), tiểu thuyết
- Geografi og Kjaerlighed (Tình yêu và môn địa lý, 1885), kịch
- Pa Guds Veje (Trên con đường của Chúa, 1889), tiểu thuyết
- Over Ævne. Andre Stykke (Quá sức ta, 1893-1895), kịch
- Paul Lange og Tora Parsberg (Paul Lange và Tora Parsberg, 1899), kịch
- Når den ny vin blomstrer (Rượu mới dậy hương, 1909), kịch

## Một số bài thơ
| Thiếu nữ tóc vàng Lời của tôi có làm em luống cuống Cất bước chân đi về chốn xa xăm Nhưng tôi yêu em, thiếu nữ tóc vàng Vẻ đẹp ngời sau tấm khăn màu trắng. Tôi yêu đôi mắt của em mơ mộng Như trời đêm giữa đồng tuyết ánh trăng Như giữa rừng xa lấp lánh giọt sương Còn ẩn giấu điều gì rất thầm kín. Tôi yêu vầng trán của em kiêu hãnh Và rõ ràng như sao sáng trong đêm Nhưng bên trong những ý nghĩ tâm tình Lại kỳ diệu với bao điều bí ẩn. Yêu mái tóc xoăn của em rất đẹp Được dải băng buộc lại ở phía sau Như Cupid trong câu chuyện thuở nào Vẫn mời gọi bàn tay và ánh mắt. Tôi yêu dáng vẻ của em quyền quý Trong nhịp vui của bài hát cô dâu Có ước mong của cuộc sống dài lâu Và khao khát thẳm sâu thời tuổi trẻ. Tôi yêu bước đi của em nhè nhẹ Sẽ mang theo chiến thắng với vinh quang Từ miền tự do của tuổi thanh xuân Về xứ sở tình yêu và nghĩa vụ. Tôi yêu bàn tay, đôi môi mời gọi Thần tình yêu sẽ bảo vệ người yêu Và giải thưởng quả táo sẽ được trao Và cảnh giác với những gì xảy tới. Tôi yêu em và thấy cần phải nói Rằng lời tôi em đã chẳng hề nghe Vì thiếu nữ là thế: không bao giờ Chịu lắng nghe những gì thi sĩ nói. Bản dịch của Nguyễn Viết Thắng | Den blonde pike Skjønt hun vil som et luftsyn vike, dersom jeg sådan tale tør-! Jeg elsker deg, du blonde pike, gjemt i ditt yndes hvite slør. Jeg elsker dine drømmeøyne, der går som en måneskinn på sne og senker seg, hvor skoger høyne, i noe gjemt, jeg ei får se. Jeg elsker denne edle panne, fordi den står så stjerneklar og speiler seg i tankens vanne og vet dog ikke hva den har. Jeg elsker dette hår som flokker seg bakom nettets travle bånd! Lik mytens amoriner lokker det på mitt øye og min hånd. Jeg elsker denne form der gynger i takten av sin brudesang, som kraft og livslyst daglig synger ut av sin unge, dunkle trang. Jeg elsker denne fot som bærer en sådan seirens herlighet, igjennom ungomsmotets sfærer imot den første kjærlighet. Jeg elsker denne hånd og lebe, de to i elskovsgudens pakt, ved hvem han rekke prisens eble, men hvem han også har på vakt. Jeg elsker deg, jeg må det sige,- ennskjønt du ei et bokstav tror, men flykter, svaret, ingen pige tør dvele ved en dikters ord! |